# St.-Antonius-Kathedrale

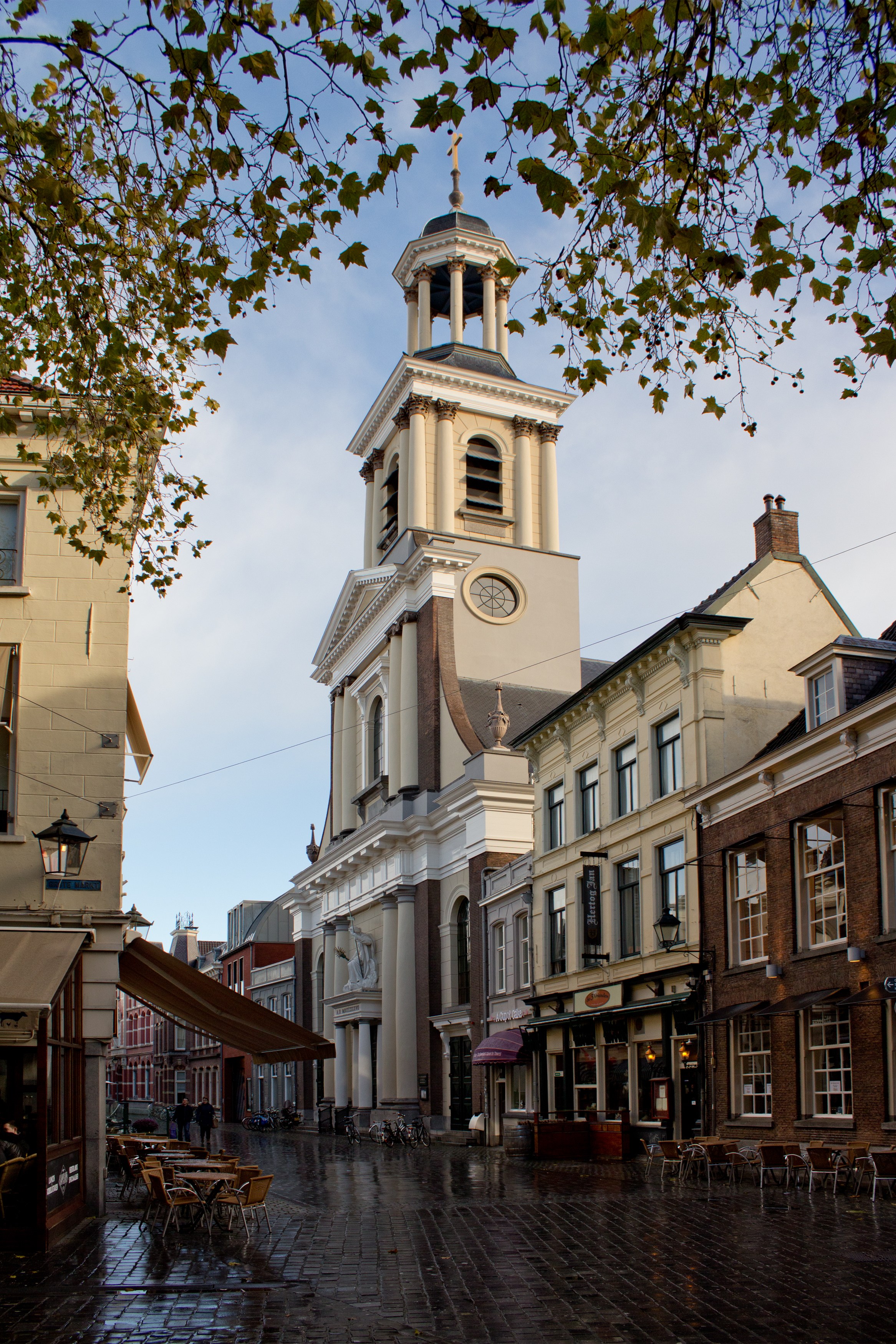
St.-Antonius-Kathedrale, Portalfront

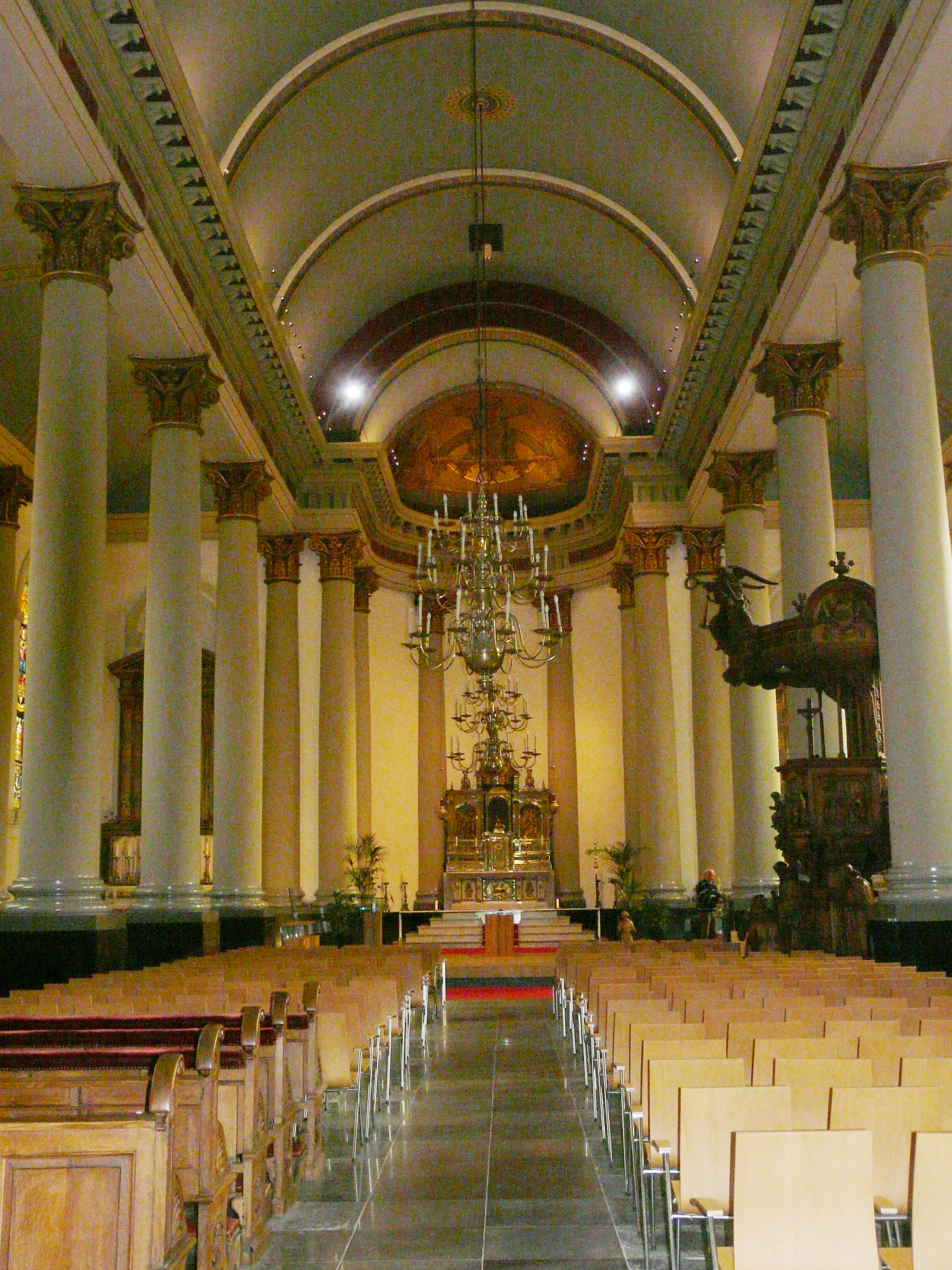
Inneres

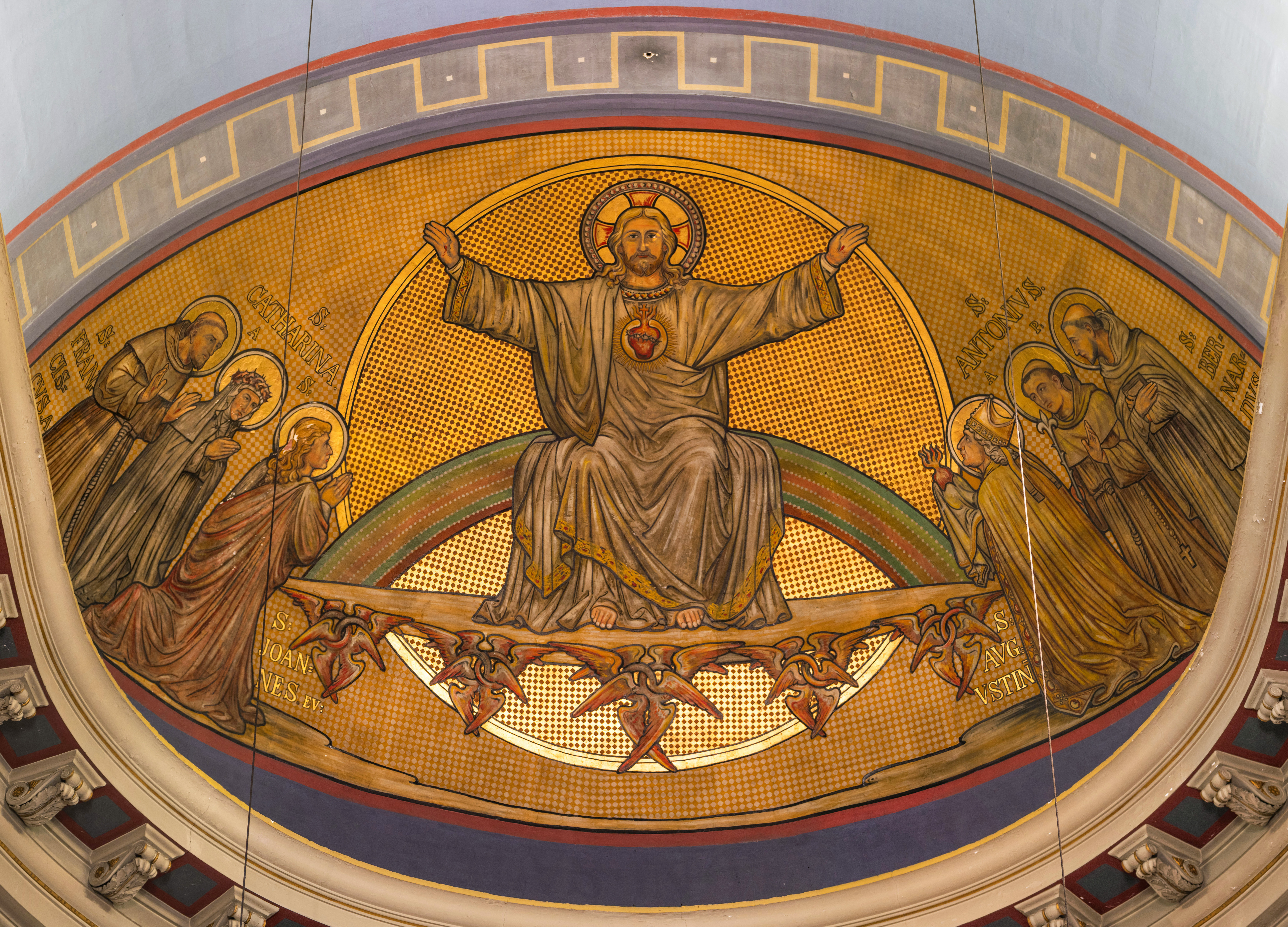
Deckengemälde der Apsis

Die St.-Antonius-Kathedrale ist eine römisch-katholische Kirche in Breda. Sie wurde 1837 im klassizistischen Stil erbaut. Von 1853 bis 1876 und wieder seit 2001 ist sie die Kathedrale des Bistums Breda.

## Geschichte
St. Antonius, eine sogenannte Waterstaatskirche, wurde 1837 als katholische Pfarrkirche im Zentrum von Breda erbaut. 1853, bei der Wiederherstellung der katholischen Hierarchie in den Niederlanden und der Gründung des Bistums Breda, wurde St. Antonius dessen Bischofskirche. 1876 ging dieser Titel an die neu erbaute St.-Barbara-Kirche über, die 1970 abgerissen wurde. Seit 1968 war die St.-Michaels-Kirche im Brabantpark Kathedrale; auch sie wurde aufgegeben und 2007 abgerissen. Seit 2001 steht die Kathedra des Bischofs von Breda wieder in St. Antonius.

## Architektur
Der Architekt Piet Huysers entwarf St. Antonius als stilrein klassizistische dreischiffige Hallenkirche. Das Mittelschiff trägt ein Tonnengewölbe, die beiden Seitenschiffe sind flach gedeckt und vom Mittelschiff durch zwei Reihen korinthischer Säulen – insgesamt zwölf – getrennt. Die zweigeschossige Portalfassade ist mit Säulen, Pilastern, ornamentiertem Architrav und Dreiecksgiebel nach dem Vorbild antiker Tempel gestaltet. Darüber steht der Glockenturm mit achteckiger Laterne.

## Ausstattung

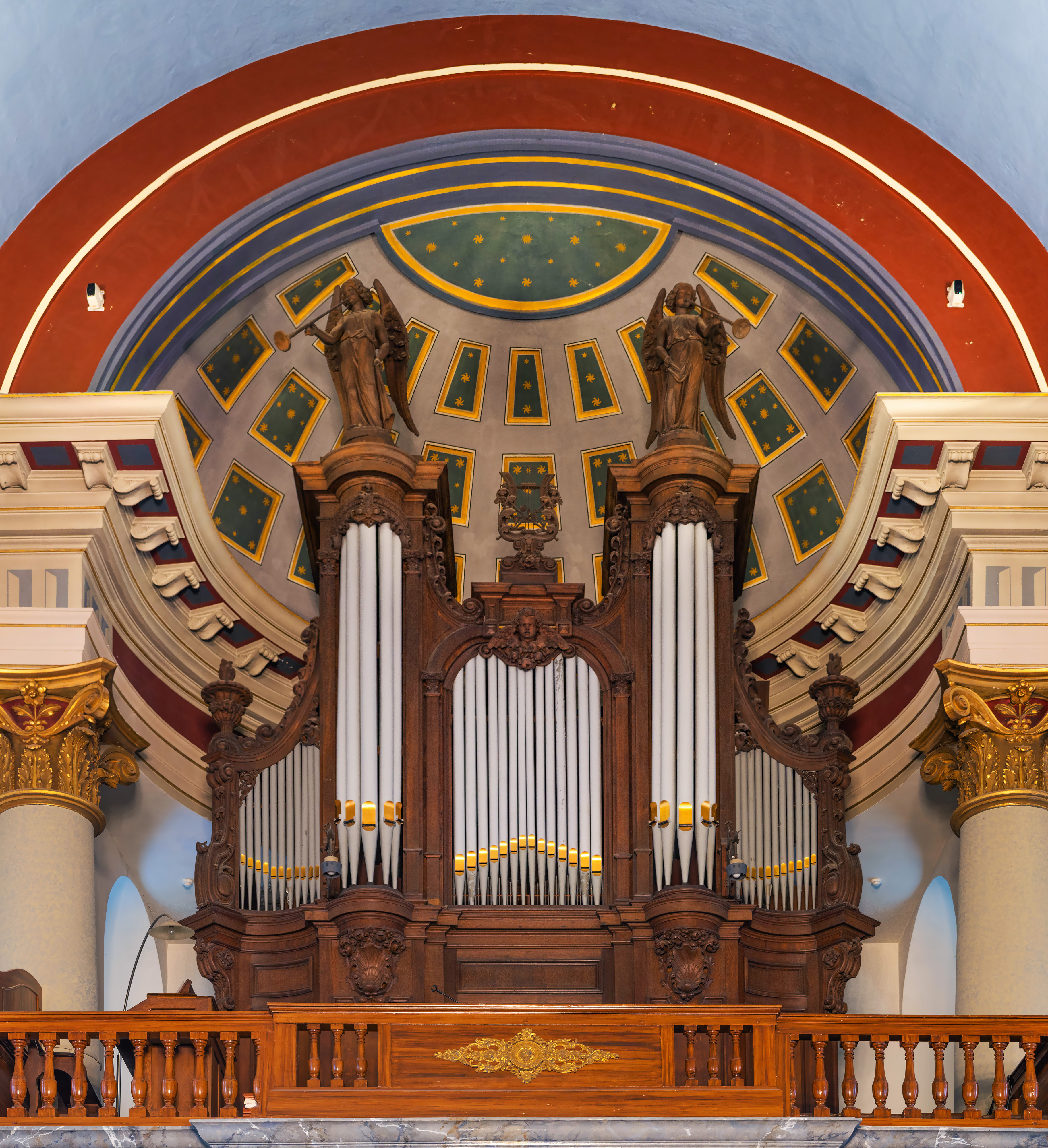
Die Hauptorgel

Die ursprünglich sehr sparsame Ausstattung, die ganz auf die Raumwirkung setzte, wurde im Lauf des 19. Jahrhunderts durch einige wertvolle Elemente bereichert, darunter die holzgeschnitzte Kanzel mit Szenen aus dem Leben des Kirchenpatrons Antonius von Padua und der gold-silberne Tabernakelaltar im Chorschluss.

### Orgel
Die Orgel wurde von dem Orgelbauer Loret erbaut, und 1910 von dem Orgelbauer Maarschalkerweerd umgestaltet, unter anderem mit pneumatischen Trakturen ausgestattet. Das Instrument hat heute 18 Register auf zwei Manualen und Pedal.
| I Hauptwerk C– |                |     |
| 1.             | Bourdon        | 16′ |
| 2.             | Prestant       | 8′  |
| 3.             | Rohrflöte      | 8′  |
| 4.             | Salicional     | 8′  |
| 5.             | Octave         | 4′  |
| 6.             | Gemshorn       | 4′  |
| 7.             | Cornett II-III |     |
| 8.             | Mixtur III-IV  |     |
| 9.             | Trompete       | 8′  |

| II Schwellwerk C– |                  |       |
| 10.               | Hohlflöte        | 8′    |
| 11.               | Gamba            | 8′    |
| 12.               | Flute Harmonique | 4′    |
| 13.               | Nasard           | 2 ⁄3′ |
| 14.               | Piccolo          | 2′    |

| Pedal C– |           |     |
| 15.      | Subbass   | 16′ |
| 16.      | Octavbass | 8′  |
| 17.      | Octavbass | 4′  |
| 18.      | Bazuin    | 16′ |

Siehe hierzu: Liste von Orgelregistern, für die einzelnen Bezeichnungen